# مقاطعة فينيتسا
فينيتسا أو فِنِتْسَة أُبلَست (الأوكرانية: Вінницька область) هي مقاطعة تقع في غرب أوكرانيا. مركزها الإداري هو مدينة فينيتسا.

## الجغرافيا
تقع فينيتسا في الجانب الغربي لأوكرانيا، يحدها من الشمال زيتومير، وجنوبًا أوديسا ومولدوفا،أما شرقا فيحدها كل من كييف وتشيركاسي وكيروفوهراد، كما يحدها غربا كل من تشيرنيفتسي وخملنيتسكي، تقدر مساحة فينيتسا أوبلاست بـ 26،513 كم²، حوالي 4.39٪ من المساحة الإجمالية لأوكرانيا.